# Ataenius lenkoi
Ataenius lenkoi är en skalbaggsart som beskrevs av Rudolph Petrovitz 1973. Ataenius lenkoi ingår i släktet Ataenius och familjen Aphodiidae. Inga underarter finns listade.